# بنزودیازپین
یک گروه از داروهای متنوع که کاربردهای متفاوتی دارند.

## کاربردها
بنزودیازپین‌ها در ایجاد آرامبخشی و شل شدگی عضلانی و در درمان بی‌خوابی، بعنوان یک درمان فوری در اختلال استرس پس از سانحه، آژیتاسیون، آکاتیزیا، دلیریوم، ترک مواد مخدر، اضطراب، حملات پانیک، صرع، بحران صرعی، محرومیت از الکل یادزدودگی، خواب‌پریشی و غیره کاربرد دارند. بنزودیازپین‌ها بسته به سرعت اثر و نیمه‌عمر به انواع 
- کوتاه‌اثر مانند میدازولام (برای بیهوشی اعمال جراحی)، تریازولام (خواب‌آور قوی)،
- متوسط‌اثر مانند آلپرازولام (پرمصرف‌ترین بنزودیازپین)، کلونازپام (قوی‌ترین بنزودیازپین موجود در بازار)، تمازپام (کم قدرت) و لورازپام (دومین بنزودیازپین قوی بعد از کلونازپام) و
- طولانی‌اثر مانند دیازپام (رایج‌ترین قرص خواب)، فلورازپام (با ماندگاری بالا اما قدرت کم) و کلردیازپوکساید (کم قدرت) تقسیم می‌شوند.

این داروها اغلب متابولیسم کبدی دارند و به اشکال مختلفی مانند قرص، آمپول و حتی شیاف به کار می‌روند. به ندرت در ترکیب با سایر داروها مانند کلدینیوم سی برای مشکلات گوارشی استفاده می‌شوند.
در دههٔ ۱۹۶۰م بنزودیازپین‌ها جهت مصارف پزشکی به وفور وارد بازار شدند و جای باربیتوراتها را در درمان بسیاری از بیماری‌های اعصاب گرفتند. ثابت شد که بنزودیازپین‌ها به‌طور معمول نسبت به باربیتوراتها کمتر مورد سوء مصرف قرار می‌گیرند. افزون بر مطمئن تر بودن، استفادهٔ بیش از اندازهٔ این داروها به صورت اتفاقی نیز امری غیر محتمل است چراکه میزان لازم جهت ایجاد تأثیرات درمانی بسیار کمتر از مقداریست که برای ایجاد مسمومیت دارویی لازم است. علاوه بر کاهش تشویش و اضطراب بنزودیازپین‌ها ممکن است با مقابله در برابر بی خوابی و از بین بردن حالت شبگردی در بیمار باعث بهبود کیفیت خواب نیز بشوند. این گروه از داروها همچنین برای درمان تشنج و ایجاد آرامش در افراد استفاده می‌شوند.
امروزه پزشکان برای رفع سریع اضطراب و دلشوره تا زمانی که داروهای اصلی اثر کنند معمولاً بنزودیازپین‌ها را تجویز می‌کنند در این بین بنزودیازپین‌های سریع الاثر مانند آلپرازولام و کلونازپام ارجحیت دارند.

## اثر دارو
برخی از این داروها ممکن است در مصرف بلندمدت فرد را دچار تحمل یا وابستگی به دارو نمایند مانند درمان بیخوابی با دیازپام. این داروها با توجه به نیمه عمرشان در بدن به سه دسته کلی طولانی اثر، متوسط اثر و کوتاه اثر تقسیم می‌شوند.
نمودار dose-response بنزودیازپین‌ها به صورت خطی نیست و این یک خصوصیت فارماکولوژیک مطلوب است و می‌توان فرد را از حالت بیش‌مصرفی برگرداند.
باید توجه کرد که داروهای آرام بخش یکی از رایج‌ترین داروها برای خودکشی هستند بنابراین این یک ویژگی منفی برای بنزودیازپین‌ها است.
در مسمومیت با بنزودیازپین‌ها می‌توان از آنتاگونیست آن‌ها یعنی فلومازنیل یا از آگونیست معکوس آن‌ها یعنی بتا-کاربولین بتا-کربولین استفاده کرد.
همان‌طور که از داروهای خواب اور انتظار می‌رود بنزودایزپین‌ها نیز باعث بالا رفتن زمان عکس‌العمل کاهش سطح هوشیاری و قدرت تعقل می‌شوند بنابراین باید احتیاط لازم هنگام استفاده ازین داروها به عمل اید بخصوص زمانی که شخص با وسایل خطرناکی چون اتومبیل سروکار دارد. ممکن است مشکلات کسانی که قادر نیستند با ثبات کامل روی پاهای خود بایستند افزایش یابد (مانند افراد مسن که مستعد زمین‌خوردن هستند). این داروها ممکن است باعث بروز مشکلاتی در حافظه شوند که طی ان شخص مسائلی را که اخیراً روی داده‌است به خاطر نمی‌آورد. سردرد تندمزاجی پریشانی و رعشه نیز ممکن است از عوارض دیگر این داروها باشد. در بعضی موارد غیرعادی مصرف این داروها ممکن است منجر به طغیان شدید خشم شود. اینها واکنش‌هایی متضاد هستند بدین معنی که این آثار خلاف ان چیزی است که از دارو انتظار می‌رود. ممکن است حالتهای عصبانیت بدین خاطر بروز کنند که دارو باعث کاهش اضطراب در شخصی می‌شود که دربارهٔ چیزی عصبانیست و این اضطراب کمتر باعث می‌شود تا مانعی بر سر راه بروز احساسات شخص وجود نداشته باشد.

## مکانیسم اثر
بنزودیازپین‌ها به عنوان آگونیستهای گیرنده بنزودیازپین اثر کرده و باعث تسهیل ورود یا افزایش عمل گاما آمینوبوتیریک اسید شده و ورود یون کلر را به سلول‌ها افزایش می‌دهند.
گیرنده گابا آمینوبوتیریک اسید یکپنتامر است که از دو زیرواحد آلفا، دو زیرواحد بتا و یک زیرواحد گاما تشکیل شده‌است. محل قرارگیری بنزودیازپین‌ها محلی بین زیرواحد آلفا و زیرواحد گاما است. با ورود یون کلر سلول دچار هیپرپلاریزیشن شده و اثر مهاری گاما آمینوبوتیریک اسید تقویت می‌شود.
بنزودیازپینها با کاهش تحریک‌پذیری نورونها یک اثر آرامبخش و تضعیف‌کننده بر فعالیت‌های مغزی دارند. گیرنده گاما آمینوبوتیریک اسیدآ نقش اساسی در این فرایند دارد.
بنزودیازپین‌ها در فاز یک متابولیسم کبدی متابولیت‌های فعالی را ایجاد می‌کنند که باعث افزایش اثر خواب‌آوری این داروها و ایجاد پدیده‌ای به نام اثر تجمعی می‌شوند.

دیاگرام شماتیک از گیرندهٔ پیچیدهٔ (α1) _{ 2 } (β2) _{ 2 } (γ2) GABA _{ } که زیر واحدهای پنج پروتئینی را تشکیل می‌دهد، منافذ کانال یونی کلراید (Cl^{ - }) در مرکز، دو محل اتصال فعال GABA در اتصال با α۱ و β۲ و محل اتصال آلوستریک بنزودیازپین (BZD) در اتصال با α۱ و γ۲.